# Ludwigshafen am Rhein
Ludwigshafen am Rheinⓘ (în traducere Ludwigshafen la Rin, pronunție /ˈlud.vigz.ha.fən/, v. AFI) este un oraș în landul Renania-Palatinat, Germania. 

## Istoric
Situată pe malul stâng al Rinului, zona a aparținut până la sfârșitul secolului al XVIII-lea orașului Mannheim care a avut aici o redută. În anul 1853 a fost înființată comuna Ludwigshafen, numită după regele Ludovic I al Bavariei (în germană Ludwig), iar în 1856 a devenit oras. În 1865 s-a mutat compania BASF de la Mannheim la Ludwigshafen.

## Personalități
- Helmut Kohl (1930-2017), cancelar federal al Germaniei